# Marathon de Tokyo 2013
Navigation
Édition précédente Édition suivante
Le Marathon de Tokyo de 2013 est la 7e édition du Marathon de Tokyo, au Japon, qui a eu lieu le dimanche 24 février 2013. Intégré pour la première fois au circuit mondial des World Marathon Majors, il est le premier à avoir lieu en 2013. Le Kényan Dennis Kimetto remporte la course masculine avec un temps de 2 h 6 min 50 s, signant à cette occasion un nouveau record de l'épreuve. L'Éthiopienne Aberu Kebede s'impose sur le marathon féminin en 2 h 25 min 34 s.

## Résultats

### Hommes
| Rang | Athlète            | Nationalité | Temps                |
| ---- | ------------------ | ----------- | -------------------- |
|      | Dennis Kimetto     | Kenya       | 2 h 06 min 50 s (CR) |
|      | Michael Kipyego    | Kenya       | 2 h 06 min 58 s      |
|      | Bernard Kipyego    | Kenya       | 2 h 07 min 53 s      |
| 4    | Kazuhiro Maeda     | Japon       | 2 h 07 min 59 s      |
| 5    | James Kwambai      | Kenya       | 2 h 08 min 02 s      |
| 6    | Gilbert Kirwa      | Kenya       | 2 h 08 min 17 s      |
| 7    | Feyisa Bekele      | Éthiopie    | 2 h 09 min 05 s      |
| 8    | Dino Sefir         | Éthiopie    | 2 h 09 min 13 s      |
| 9    | Takayuki Matsumiya | Japon       | 2 h 09 min 14 s      |
| 10   | Jonathan Maiyo     | Kenya       | 2 h 10 min 18 s      |

### Femmes
| Rang | Athlète                | Nationalité | Temps           |
| ---- | ---------------------- | ----------- | --------------- |
|      | Aberu Kebede           | Éthiopie    | 2 h 25 min 34 s |
|      | Yeshi Esayias          | Éthiopie    | 2 h 26 min 01 s |
|      | Irina Mikitenko        | Allemagne   | 2 h 26 min 41 s |
| 4    | Albina Mayorova        | Russie      | 2 h 26 min 51 s |
| 5    | Yoshimi Ozaki          | Japon       | 2 h 28 min 30 s |
| 6    | Helalia Johannes       | Namibie     | 2 h 29 min 20 s |
| 7    | Mika Yoshikawa         | Japon       | 2 h 30 min 20 s |
| 8    | Nastassia Staravoitava | Bulgarie    | 2 h 30 min 45 s |
| 9    | Azusa Nojiri           | Japon       | 2 h 31 min 15 s |
| 10   | Hiroko Yoshitomi       | Japon       | 2 h 31 min 28 s |

### Fauteuils roulants (hommes)
| Rang | Athlète | Nationalité | Temps |
| ---- | ------- | ----------- | ----- |
|      |         |             |       |
|      |         |             |       |
|      |         |             |       |

### Fauteuils roulants (femmes)
| Rang | Athlète | Nationalité | Temps |
| ---- | ------- | ----------- | ----- |
|      |         |             |       |
|      |         |             |       |
|      |         |             |       |